# Ginevra Blanis
Ginevra Blanis, född 1551, död efter 1612, var en judisk-italiensk köpman. 
Hon var medlem i linne- och sidenhandlarnas skrå i Florens, en av tidens mest förmögna och betydande yrkesklasser. Det var ovanligt för en judisk kvinna att vara medlem av två viktiga skrån i Florens; att behålla sitt eget efternamn trots att hon var gift. Hon är också ihågkommen för sitt testamente från 1574, som vittnar om att hon var en grundargestalt och donator inom det då nya ghettot i Florens. 